# دشت شیمبار

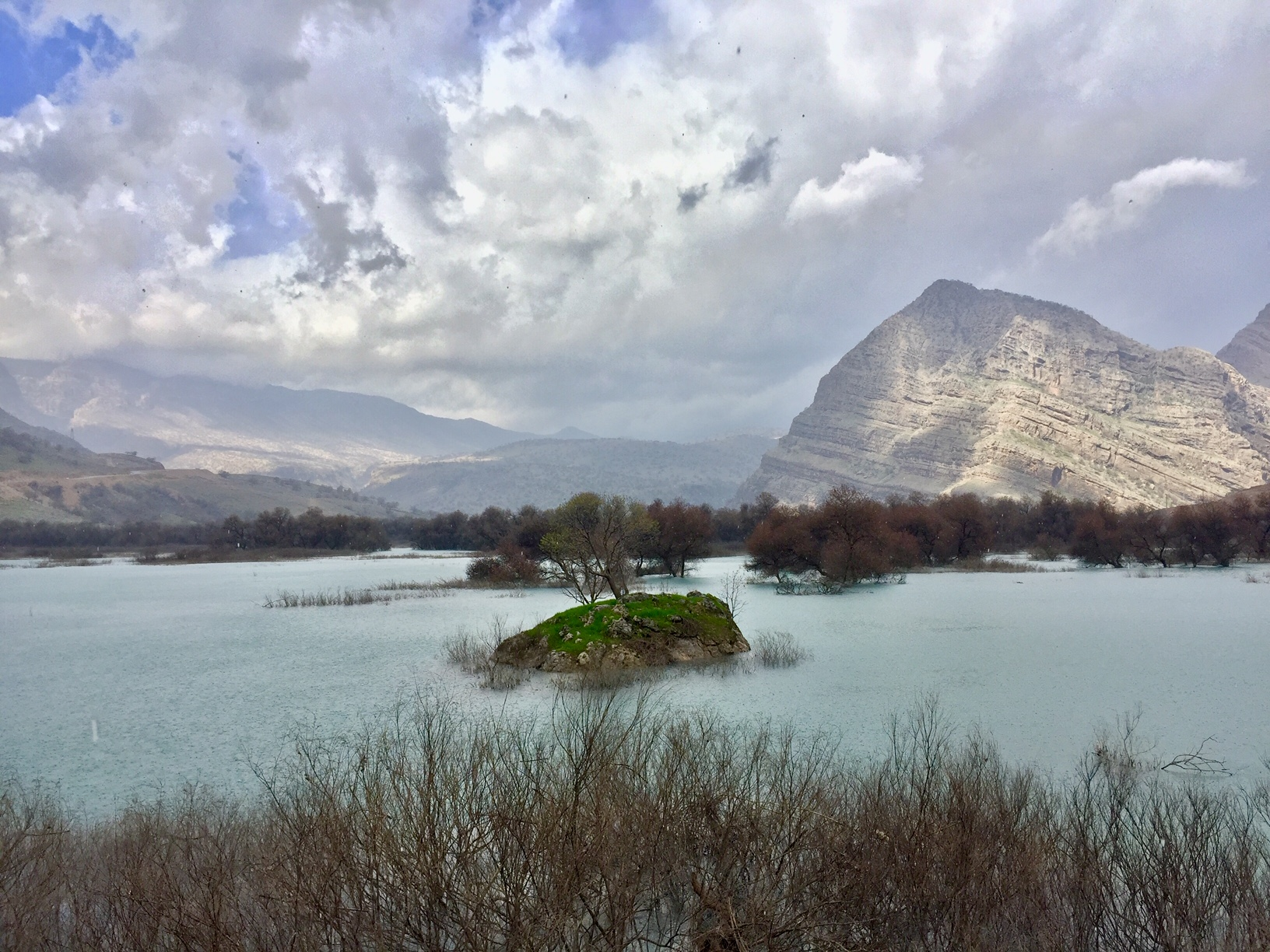
نمایی از شیمبار، دشتی سرسبز در شمالشرق استان خوزستان - ۲۰۱۹

شیمبار دشتی سرسبز، در شمال شرق استان خوزستان و در مسیر جاده اندیکا به شهرکرد است. شیمبار در مسیر اصلی کوچ عشایر بختیاری از مناطق گرمسیری خوزستان به سوی کوهرنگ و مناطق سردسیری در استان چهارمحال و بختیاری است.
این دشت در فاصله ۳۰ کیلومتری قلعه خواجه، ۱۰۰ کیلومتری مسجدسلیمان و ۲۲۵ کیلومتری اهواز است. دشت شیمبار از شرق به کوه دِمه، از جنوب غرب به چال منار، از جنوب به کوه قلندر، کوه دِلا، از شمال شرق به منطقهٔ للروکُتُک و کوه‌های بلند و پربرف کینو و لیله متصل است.
پیکرشناسان زمین دلیل ایجاد دشت شیمبار را زمین‌لغزشی می‌دانند که حدود ۱۰ هزار سال پیش، در اواخر عصر یخبندان رخ داد است. این زمین لغزش در بخش جنوبی دشت و روبروی پل نگین می‌باشد. از شَواهد ریخت‌شناسی و ژئومورفولوژی دشت شیمبار چنین بر می‌آید که پس از این زمین‌لغزش، دریاچه بسیار بزرگی تا ژرفای ۱۰۰ متر و چندین کیلومتر پهنا تشکیل گردید، ولی سرانجام از طریق یک مسیر زیر زمینی در پل نگین، آب دریاچه تخلیه شد.

## آثار تاریخی
- نقش برجسته‌های «تنگ بتا» و «تنگ سنان»

این سنگ نگاره‌ها بر سینه کوه کنده‌کاری شده‌اند که هم‌زمان با دوره اشکانیان هستند.
- آسیاب‌های قدیمی مربوط به ساسانیان
- راه باستانی سنگ‌فرش مربوط به پیش از دوره اسلامی
- بَرد نشانده مربوط به دوره اشکانی که در مسیر به سمت مسجد سلیمان واقع است.
- گورستان‌های قدیمی بختیاری‌ها مانند مجسمه‌های شیرهای سنگی[۱]

## مردم‌شناسی
تمامی مردم ساکن شیمبار از قوم لر و ایل بختیاری و از طوایف موری، کتکی، للری، گمار و شیخ برون عالی می‌باشند. از جمله دیدنی‌های دشت شیمبار قلعه دختر، دز سیاه و کوه قلندران در تنگ سنان است که به نقل از کهنسالان، پناهگاهی برای یاغی‌ها و مخالفان حکومت‌های وقت به‌شمار می‌رفت. امروزه جنگل انبوه بلوط و بنه، کوه‌های بلند در اطراف شیمبار و آثار باستانی این منطقه، گردشگران زیادی را به خود جذب می‌کند.

## پوشش گیاهی
پوشش گیاهی منطقه از درختان بلوط، بادام کوهی، مهلو، ارزن، کیکم(افرا)، اسفندان، بنه، کلخنگ و جاز تشکیل شده است. دشت جنگی شیمبار پوشیده از درختان خودرو مانند توت، سیب، انگور، انجیر و جاز است. حیات وحش آن در گذشته چنان مملو از خرس، پلنگ، گرگ، کفتار، گله‌های گراز و پرندگان عظیم‌الجثه مانند عقاب و کرکس بود که کمتر کسی جرأت ورود به قلب جنگل شیمبار را داشت. متأسفانه، امروزه به علت حضور شکارچیان غیرقانونی، حیات وحش و چرخه اکوسیستم این دشت تضعیف شده است.
مردمان شیمبار و نواحی آن از ایلات کوه‌نشین بختیاری محسوب می‌شوند و قرن‌هاست به کار دامداری و کشاورزی مشغول هستند که خود اساس نوع زندگی و ممر معیشت آن‌ها است. امروزه به علت کمی نزولات آسمانی، فقر مراتع، گرانی علوفه و بیماری گسترده درختان بلوط، نگهداری و پرورش احشام کاری بس دشوار و پرهزینه است که کفاف مخارج زندگی آن‌ها را نمی‌دهد. کار زراعت به علت دیم‌کاری و کوهستانی بودن منطقه در درجه دوم قرار دارد، پیچ و خم آب‌هایی که از کوهستان‌ها جاری می‌شود و زمین‌های شیب‌دار کار آبیاری و زراعت مکانیزه را با سختی مواجه کرده است. صنایع دستی و تولیدات دامی و سوغات محلی این منطقه عبارتند از: چوقابافی، گلیمبافی، قالی‌بافی، دوختن لباس‌های محلی، پنیر محلی، کره محلی، روغن محلی، کشک، قارا، عسل و نان تیری است.
از جمله بازی‌های محلی مردمان کوه‌نشین عبارت است از: کشتی محلی، کل برد، چوکلی بازی، الختر، اسب‌سواری، تیراندازی، فوتبال و گو بازی است که خرد و کلان به مناسبت‌های مختلف و خصوص در ایام عید نوروز و موسم کوچ بهاری رونق بیشتری دارد.
در بهاران یکی از چشم‌نوازترین منظره‌های شیمبار جنگل رؤیایی اوست که زیبایی آن را دو چندان می‌کند. دیترامان به نقل از استرابو (جغرافی‌دان یونانی) در رابطه با تاگ‌های شیمبار می‌نویسد: بعد از فتح ایران به‌دست اسکندر، یونانی‌ها قلمه‌های انگور را به این نواحی (ایذه) آوردند و اینکه آیا رابطه‌ای بین تاگ‌های یونانی در خوزستان که در آن زمان کاشتنش مرسوم شد و بقایای انگورهای جنگل موجود در دشت شیمبار وجود دارد یا نه، چندان روشن نیست.
آثار باستانی و بناهای مذهبی و جاذبه‌های طبیعی شیمبار عبارتند از: تالاب گاندیکال، رودخانه شیمبار، پل نگین و آبشار آن، دشت جنگلی جلگه شیمبار، بقایای آسیاب‌های آبی تنگ سنان، قلعه دختر، کوه قلندرون، نقش برجسته‌های تنگ بتان، قلعه کله‌قندی، قلعه آهنگری، و قلعه دیزه وراز، امامزاده صالح ابراهیم در دامنه کوه دمه مشرف بر دشت شیمبار، امامزاده بابا زاهد معروف به علی اسماعیل گیلکی (گیلانی) صاحب قرآن سرخ للر در آن سوی کوه دمه مشرف بر بخش چلو، امامزاده محمد ابن حمام در ضلع شرقی شیمبار و شیرهای سنگی و کهریزهای عهدکهن.
کوه‌های بلند و شگفت‌انگیزی که همانند نگین دشت شیمبار را دربر گرفته‌اند عبارت‌اند از: کوه دلا، کوه دمه، کوه قلندرون، و کوه چال منار. با فاصله‌ای نه چندان دور، کوه تاراز، کوه لیله و کوه کینو با ارتفاع ۳۹۰۰ قرار دارد که آن را بام بلند خوزستان نامیده‌اند.
یکی دیگر از آثار شگفت‌انگیز این منطقه وجود نقش برجسته‌های تنگ بتان است، برخی می‌گویند این سنگ نگاره مربوط به دوران عیلامیان است و بعضی معتقدند مربوط به عهد باستان است. لایارد، سیاح انگلیسی این نقش بر جسته‌ها را متعلق به دوران ساسانیان می‌داند. سید محمد علی شوشتری در کتاب تاریخ جغرافیای خوزستان در مورد تنگ بتان چنین می‌نویسد: در تنگ بتا دوازده نقش انسان در دو مجلس طراحی شده دیده می‌شود، نقش‌های سمت راست مشتمل بر سه نفر با قامتی کوتاه‌تر از بقیه افراد هستند در حالی که دست چپ بر روی دوش نفر کناری قرار دارد. سایر افراد نیز به همین‌گونه دیده می‌شوند. دو نفر تاج مانندی بر سر دارند که آن‌ها را از دیگر افراد متمایز می‌نماید به‌نظر می‌رسد که ملکه و همسر شاه باشند. همچنین سایر افراد شاید از درباریان باشند و تن‌پوش همگان مانند اشکانیان چین‌دار است. این‌گونه برداشت می‌شود که همگی آنان در حال انجام مراسم مذهبی هستند.
از دیگر آثار مهم شیمبار «پل نگین یا خدا آفرید» می‌باشد. این پل در زیر یک تپه طبیعی واقع شده طول آن حدود۳۰۰ متراست که آب اضافه دشت شیمبار را به منطقه شلا هدایت می‌کند و بعد به رودخانه عظیم کارون منتهی می‌شود. باستان‌شناسان قدمت این پل را به دوران اشکانیان نسبت می‌دهند.

## تسمیه شیمبار
حمدلله مستوفی در تاریخ گزیده تألیف ۷۳۰ ه‍.ق از این سرزمین به نام سهمنار «سهمیار» و شهمار «شیمبار» یاد کرده است. در معرفی آن می‌نویسد: 
"ولایتی است از حساب ما یرود بوده، سی پاره دیه است و در آن قلعه ایست که دز سیاه خوانند".
در تاریخ بختیاریِ لسان‌السلطنه به صورت «شیم بار» آمده است و با این توضیح که :
" مکانیست در وسط جبال بختیاری از اراضی مسطح و ماهورهای کوچک پنج فرسخ طول یک فرسخ تا دو فرسخ تا سه فرسخ عرض دارد (۱۳۹–۱۴۰)"